# Ibn ath-Thumna
Muhàmmad ibn Ibrahim ibn ath-Thumna, més conegut simplement com a Ibn ath-Thumna, fou un dels alcaids sicilians que es van repartir el poder a l'illa al final de la dinastia kalbita, esdevenint aleshores emir de Siracusa.
L'emir kalbita Àhmad (II) al-Àkhal de Palerm fou enderrocat el 1036, però el seu germà Al-Hàssan (II) as-Samsan tornava a estar al poder vers el 1038 o 1040. Al-Hàssan fou enderrocat el 1052/1053 (Ibn Khaldun dona la data 1040) i llavors el caid de Siracusa, Muhammad ibn Ibramin ibn al-Thumna, prengué el control de la ciutat de Siracusa i la seva comarca.
Ibn al-Maklatí s'havia apoderat de Catania però no va conservar el poder gaire temps i Ibn al-Thumna el va enderrocar i va annexionar Catania. L'esposa d'Ibn al-Maklati, Maymuna, que era germana d'Ali ibn Nima (Ibn al-Hawwas) d'Agrigent va ser capturada per l'emir siracusà. Llavors es va llençar contra Agrigent però fou derrotat per Ibn al-Hawwas prop de Castrogiovanni, i això va deixar a aquest darrer com a emir hegemònic.
Ibn al-Thumna va demanar ajut als normands que van arribar a l'illa. El febrer del 1061 es va produir el primer desembarcament normand, però fou rebutjat. Els normands es van retirar i Ibn al-Thumna es va haver de tancar a Catania; al cap d'uns mesos els normans van tornar i es van apoderar de Mesina i amb l'ajut de soldats lleials a Ibn al-Thumna, van derrotar a Ibn al-Hawwas prop de Castrogiovanni, tot i que la victoria no fou decisiva i els musulmans es va refugiar a aquesta fortalesa on van resistir el setge normand que va durar un mes i no va reeixir. Els normands es van retirar i llavors la lluita contra Ibn al-Hawwas la va dirigir Ibn al-Thumna.
Va morir en combat contra el seu rival el 1062.